# NGC 3560
NGC 3560 (NGC 3559)  je spiralna galaktika u zviježđu Lavu. Naknadno je utvrđeno da je NGC 3559 ista galaktika.

## Vanjske poveznice
- (eng.) SEDS: NGC 3560
- (eng.) Revidirani Novi opći katalog
- (eng.) Izvangalaktička baza podataka NASA-e i IPAC-a
- (eng.) Astronomska baza podataka SIMBAD
- (eng.) VizieR